# 강릉제일고등학교
강릉제일고등학교(江陵第一高等學校)는 대한민국 강원특별자치도 강릉시 교동에 있는 공립 고등학교이다.

## 학교 연혁
- 1938년 3월 19일 : 강릉공립상업학교 설립인가(5년제 갑종학교)
- 1938년 4월 23일 : 향교 명륜당에서 개교(학생(54명))
- 1942년 12월 26일 : 제1회 졸업식 거행(졸업생 45명)
- 1951년 8월 31일 : 강릉상업고등학교 승격(상업과 6학급, 인문과 3학급)
- 1971년 1월 5일 : 축구부 창단
- 1974년 12월 31일 : 부설방송통신고 설립(남녀공학 6학급)
- 1979년 1월 28일 : 용봉관(체육관) 신축 준공
- 2001년 10월 6일 : 학칙변경(사이버정보통신과 12, 보통과 15) 교명변경(강릉제일고등학교) 인가
- 2002년 3월 1일 : 강릉제일고등학교 교명 변경
- 2006년 8월 7일 : 인조잔디운동장 완공
- 2016년 12월 16일 : 학칙변경 보통과 남자 24학급, 특수 1학급
- 2018년 10월 27일 : 용봉에듀센터 준공
- 2024년 3월 1일 : 제34대 최남희 교장 부임
- 2025년 1월 7일 : 제83회 졸업식 거행(147명 졸업, 누계 22,883명)
- 2025년 3월 4일 : 신입생 입학식(164명)

## 참고 자료
- 강릉제일고등학교 - 한국교육학술정보원 학교알리미